# Jardin Jean-Paul-L'Allier
Le jardin Jean-Paul-L'Allier, anciennement jardin de Saint-Roch, est un parc de la ville de Québec situé au sud du quartier Saint-Roch.

## Histoire

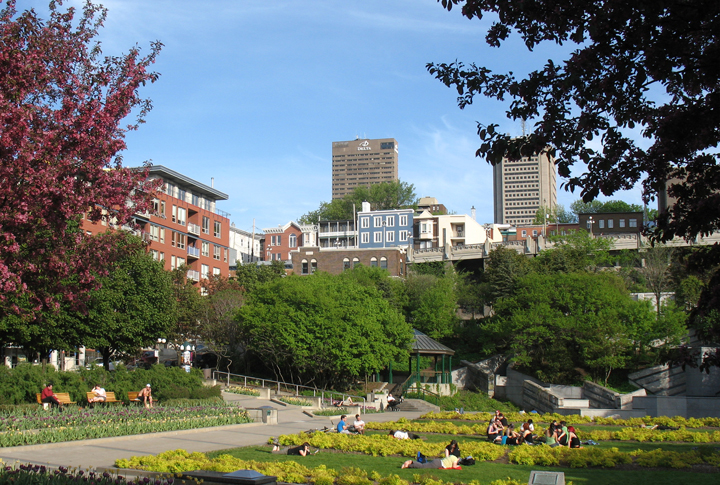
Le parc en été.

Des entreprises et des résidences furent présentes sur les terrains et les anciennes rues de ce quartier. Un complexe commercial devait d'abord s'implanter à cet endroit mais ne se réalisa pas, le projet de "La Grande Place". Pendant 20 ans des terrains vagues substituaient sur ces espaces. Cependant, le maire Jean-Paul L'Allier décida de profiter du fait que l'espace n'était pas construit pour en faire un parc. Aménagé à partir de 1992, le jardin de Saint-Roch est une des étapes du processus de revitalisation qu'a connu le quartier Saint-Roch du début des années 90 jusqu'au milieu des années 2000. Créé dans le but de rendre le quartier plus vivant et attractif, il a encouragé l'établissement de nombreuses entreprises et institutions ainsi que l'embellissement d'anciens édifices commerciaux et industriels.
Le 14 septembre 2017, le jardin de Saint-Roch est renommé en l'honneur de Jean-Paul L'Allier, maire de Québec de 1989 à 2005.

## Description
En été, on y retrouve plusieurs arrangements floraux ainsi qu'un bassin artificiel.
En englobant la place de l'Université-du-Québec, le parc est ceinturé au nord par le boulevard Charest, au sud par la côte d'Abraham, à l'ouest par la rue de la Couronne et à l'est par la rue du Parvis.

## Galerie

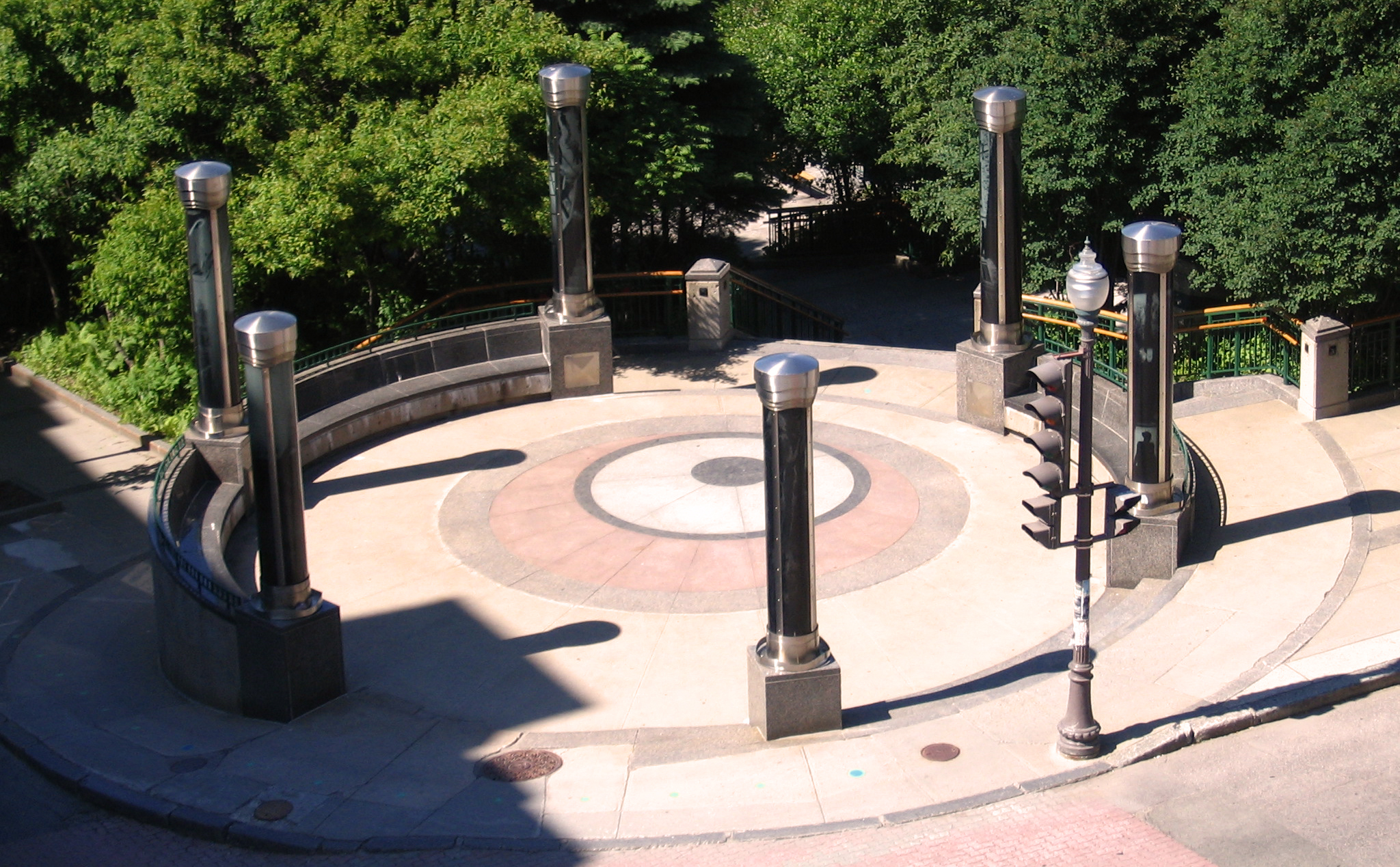
Une des entrées du parc
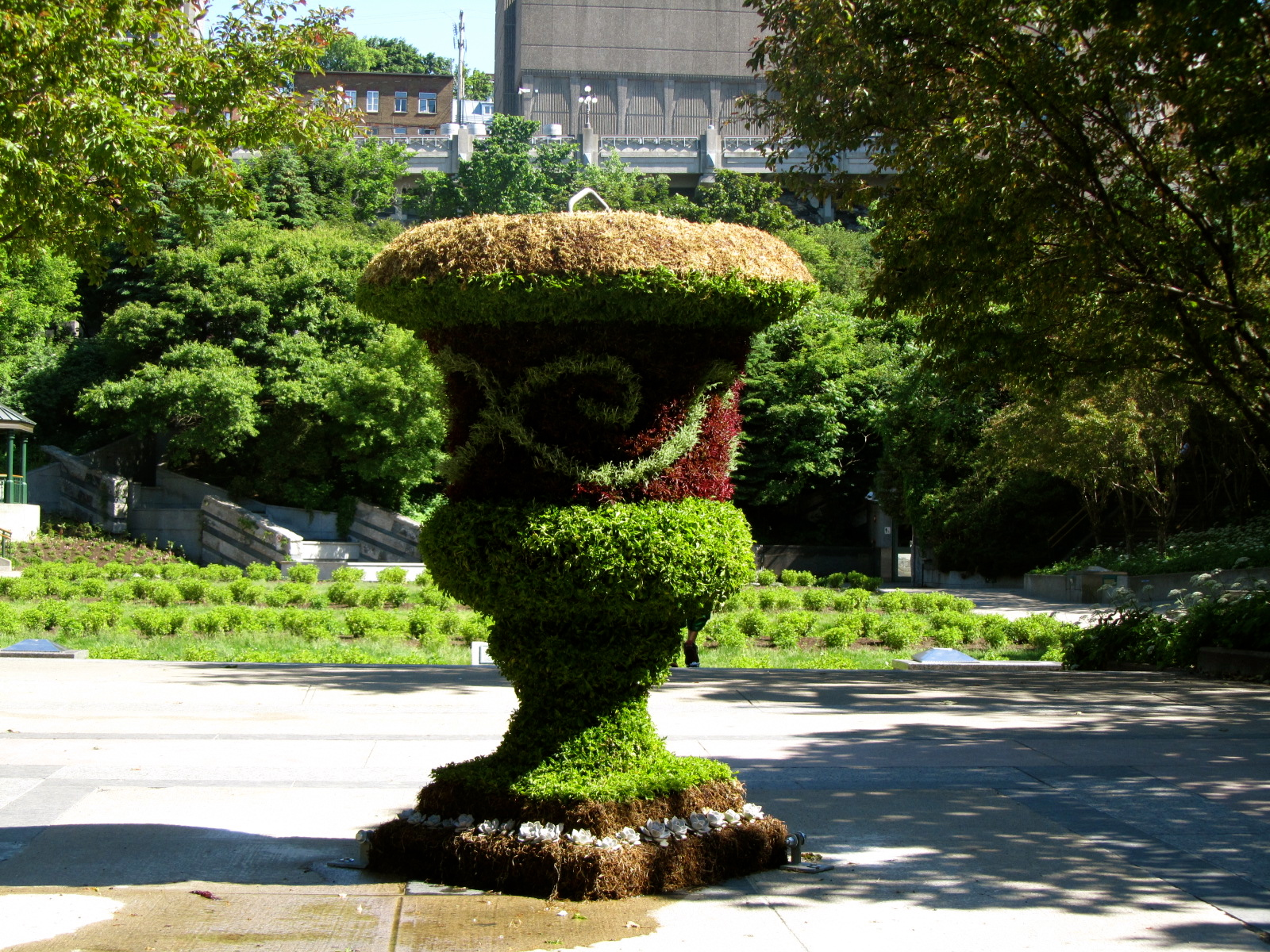
Arrangement floral
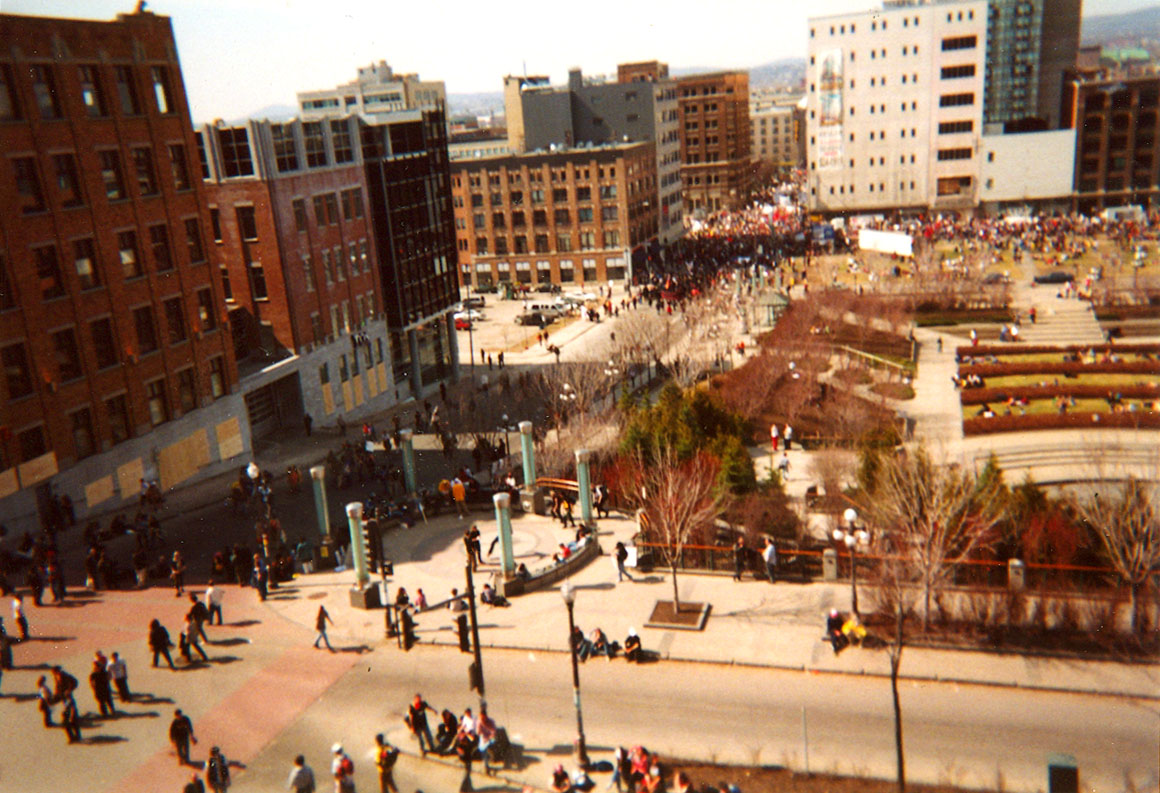
Lors d'une manifestation durant le Sommet des Amériques, en 2001
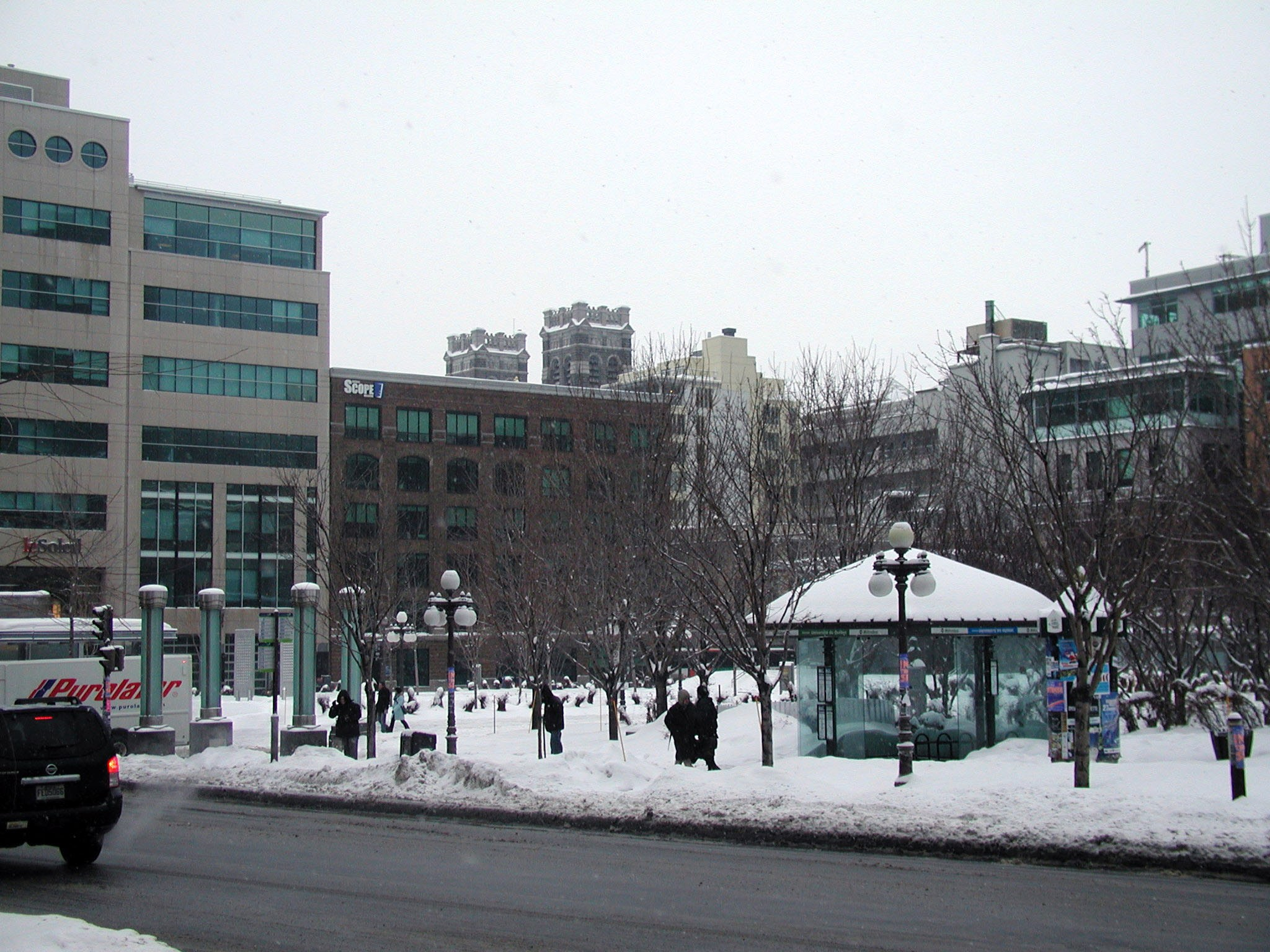
En hiver
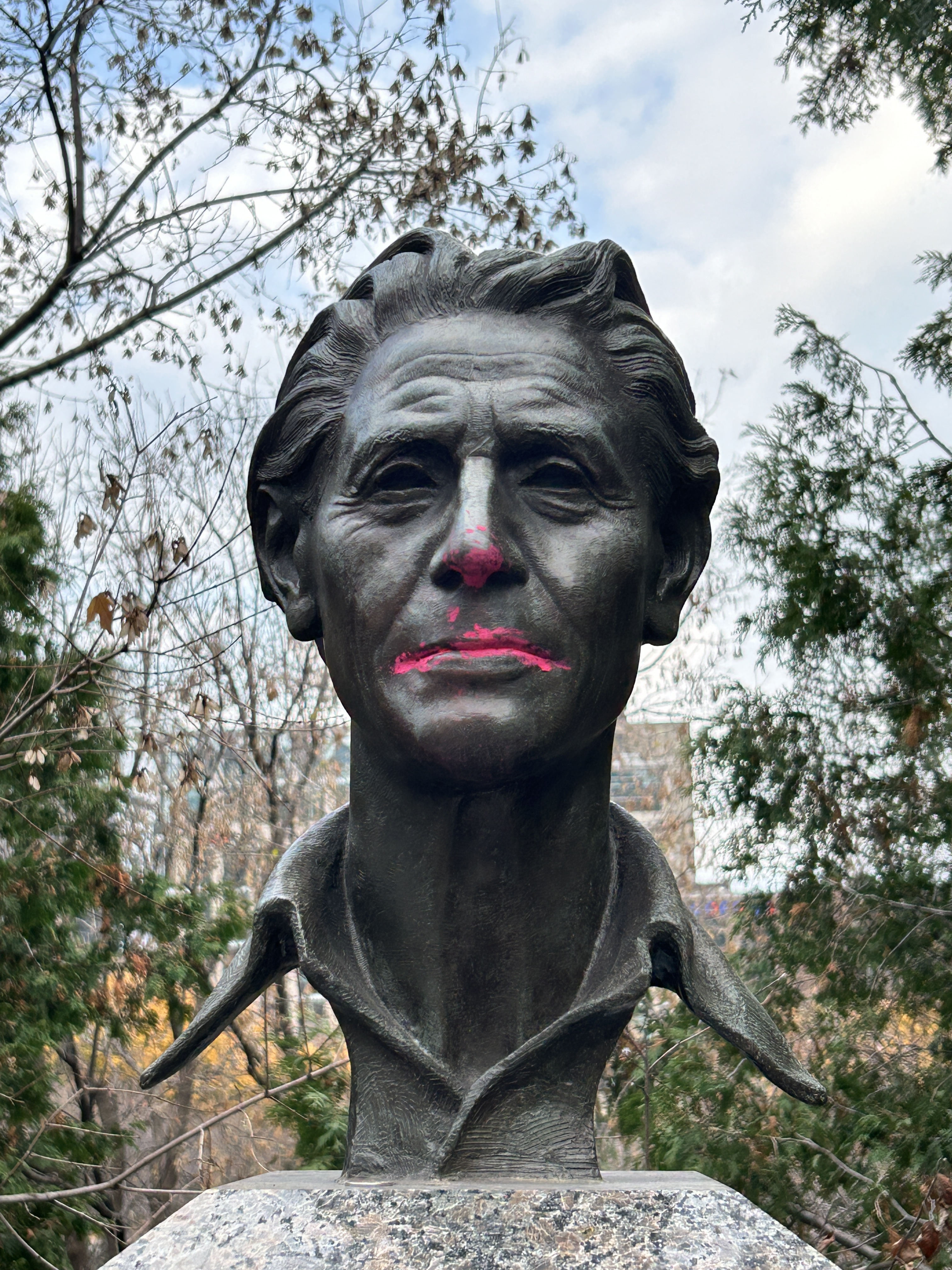
Monument en hommage à René Richard